# Euparixia mexicana
Euparixia mexicana är en skalbaggsart som beskrevs av Gordon och Mccleve 2003. Euparixia mexicana ingår i släktet Euparixia och familjen Aphodiidae. Inga underarter finns listade i Catalogue of Life.